# M-63 Plamen
M-63 Plamen je prvi jugoslavenski višecijevni lanser raketa. Razvoj ovog sustava počeo je 1958., a završen je 1963. godine, kada je JNA naručila prototipsku inačicu višecijevnog bacača raketa M63 Plamen i nultu seriju raketa Plamen-A. Kasnije je razvijena raketa Plamen-B s novom bojnom glavom i povećanim efektom na cilju, kao i raketa Plamen-S povećanog dometa.

## Opis
Višecijevni bacač raketa M63 Plamen je namijenjen za vatrenu podršku postrojbama na bojištu, izvođenjem snažnih i iznenadnih vatrenih udara po neprijateljskoj živoj sili i neoklopljenim borbenim sredstvima u područjima prikupljanja ili zračnog desanta. Može se koristiti i protiv drugih prostornih i neutvrđenih ciljeva velikih razmijera kao što su pozadinske baze, aerodromi, industrijska postrojenja, zapovjedna središta, središta veze, skladišta i sl.
Sustav Plamen ima 32 cijevi kalibra 128 mm iz kojih ispaljuje rakete na daljne do 8545 m (12500 m - Plamen-S). Efekt rakete na cilju jedank je efektu topničke granate kalibra 105 mm. Pun rafal od 32 projektila se može ispaliti za 6,4 ili 12,8 ili 19,2 sekundi. Bacač je postavljen na jednoosovinsku prikolicu koju mogu vući vozila s kukom visine 800 mm. Na vozilu se nosi i rezervno punjenje raketa, tako da borbeni komplet lansera iznosi ukupno 64 projektila. Sistem opslužuje 7 vojnika.
U Hrvatskoj su na osnovu Plamena razvijeni raketni bacači RAK-12 i RAK-24.
U naoružanju Vojske Srbije nalazi se i samohodna inačica sustava označena M63/94 Plamen-S, nastala postavljanjem lansera na platformu kamiona 6x6 TAM-150. 